# Atom Transfer Radical Polymerization
Atom Transfer Radical Polymerization (ATRP), deutsch radikalische Atomtransferpolymerisation ist eine besondere Form der Kontrollierten radikalischen Polymerisation.
Sie zeichnet sich dadurch aus, dass die Konzentration freier Radikale durch Zusatz eines Übergangsmetallkomplexes und in Kombination mit einem Atomtransferprozess mit einem Organohalogenid soweit erniedrigt wird, dass Kettenabbruchreaktionen, wie Disproportionierung oder Rekombination, weitestgehend zurückgedrängt werden. Der kinetische Grund hierfür ist die Abhängigkeit der Reaktionsgeschwindigkeiten (sowohl Kettenwachstum als auch Abbruchsreaktionen) von der Konzentration aktiver Kettenenden. Für das Wachstum folgt sie dabei einem Geschwindigkeitsgesetz 1. Ordnung, für die rekombinativen Abbruchsreaktionen einem Gesetz 2. Ordnung. Somit ist die Reaktionsgeschwindigkeit der Abbruchreaktionen durch eine Erniedrigung der Kettenendenkonzentration (Prinzip aller Kontrollierten radikalischen Polymerisationen) stärker betroffen als die Reaktionsgeschwindigkeit des Kettenwachstums.
Dadurch können Polymere synthetisiert werden, die sich durch Kontrolle über die Molekülmasse und eine enge Verteilung der molaren Masse auszeichnen.
Die ATRP wurde erstmals 1995 fast gleichzeitig von Mitsuo Sawamoto und Krzysztof Matyjaszewski entdeckt und unabhängig voneinander beschrieben.

## Reaktionsverlauf
Die Initiierung erfolgt durch die Umsetzung eines Alkylhalogenids R–X mit einem Metallkomplex MtnXnLm (Mt = Metallzentrum, n = positive Ladung des Metallzentrums (z. B. 2+) und Anzahl der Halogenide,X = Halogenid, L = Ligand, m = Anzahl der Liganden). Dabei entsteht das Radikal R•, bei dem Komplex erfolgt eine Oxidation des Metallatoms durch Anlagerung von X• (Ein-Elektronen-Oxidation).
Kettenstart durch das Initiatorradikal R• und Wachstum durch Addition eines Vinyl-Monomers erfolgt wie bei konventionellen radikalischen Polymerisationen, R• und die wachsende Kette stehen jedoch im Gleichgewicht mit einer halogenierten, „schlafenden“ Form.
Als Initiatoren sind Verbindungen wie Tetrachlorkohlenstoff, halogenierte Ester, halogenierte Alkylbenzole und Sulfonylhalogenide geeignet. Die Metallkomplexe basieren beispielsweise auf Cu(I), Ru(I) und Fe(II). Als Liganden werden unter anderen Triphenylphosphan (PPh3) und 2,2′-Bipyridin (2,2'-bpy) eingesetzt. Beispiele sind die Komplexe CuCl/2,2'-bpy, RuCl2(PPh3)3 und FeCl2(PPh3)3. Als Monomere sind zahlreiche Vinyl-Verbindungen, wie Acrylnitril, Acrylamid, Methacrylamid, Isopren, 2-Vinylpyridin, Styrol und Derivate des Styrols geeignet. Die erhaltenen Molekulargewichte liegen je nach Reaktionsbedingungen zwischen 1000 und 150 000 g/mol und die Polydispersität liegt im Bereich von 1,1 bis 1,3.